# Neodiplopeltula bathmanni
Neodiplopeltula bathmanni is een rondwormensoort uit de familie van de Diplopeltidae. De wetenschappelijke naam van de soort is voor het eerst geldig gepubliceerd in 1991 door Jensen.